# Alpha Ethniki 1976-1977
L'Alpha Ethniki 1976-1977 fu la 41ª edizione della massima serie del campionato di calcio greco, conclusa con la vittoria del Panathīnaïkos, al suo dodicesimo titolo.
Capocannoniere del torneo furono Thanasis Intzoglou (Ethnikos Pireo) e Dīmītrios Papadopoulos (OFI Creta), con 22 reti.

## Formula
Le squadre partecipanti passarono dalle 16 della stagione precedente alle 18 di quella attuale e disputarono un girone di andata e ritorno per un totale di 34 partite.
Le ultime due classificate furono retrocesse in Beta Ethniki
Il punteggio prevedeva due punti per la vittoria, uno per il pareggio e nessuno per la sconfitta.
L'Atromitos fu penalizzato di due punti.
Le squadre ammesse alle coppe europee furono quattro: i campioni alla Coppa dei Campioni 1977-1978, la vincitrice della coppa nazionale alla Coppa delle Coppe 1977-1978 e seconda e terza classificata alla Coppa UEFA 1977-1978.

## Squadre partecipanti
| Squadra         | Città      | Stadio | Stagione 1975-1976 |
| --------------- | ---------- | ------ | ------------------ |
| AEK Atene       | Atene      |        | 2°                 |
| Apollōn Smyrnīs | Atene      |        | 14°                |
| Arīs Salonicco  | Salonicco  |        | 6°                 |
| Atromītos       | Peristeri  |        | 9°                 |
| Ethnikos Pireo  | Il Pireo   |        | 7°                 |
| Īraklīs         | Salonicco  |        | 8°                 |
| Kastoria        | Kastoria   |        | 13°                |
| Kavala          | Kavala     |        | Beta Ethniki       |
| OFI Creta       | Candia     |        | Beta Ethniki       |
| Olympiacos      | Il Pireo   |        | 3°                 |
| Panachaïkī      | Patrasso   |        | 10°                |
| Panaitōlikos    | Agrinio    |        | 15°                |
| Panathīnaïkos   | Atene      |        | 4°                 |
| Paniōnios       | Nea Smyrnī |        | 12°                |
| Panserraïkos    | Serres     |        | 16°                |
| PAOK            | Salonicco  |        | Campione di Grecia |
| PAS Giannina    | Giannina   |        | 5°                 |
| Pierikos        | Katerini   |        | 11°                |

## Classifica finale
|                   | Pos. | Squadra         | Pt | G  | V  | N  | P  | GF | GS | DR  |
| ----------------- | ---- | --------------- | -- | -- | -- | -- | -- | -- | -- | --- |
| Grecia (bandiera) | 1.   | Panathīnaïkos   | 54 | 34 | 23 | 8  | 3  | 70 | 20 | +50 |
|                   | 2.   | Olympiacos      | 52 | 34 | 23 | 6  | 5  | 70 | 27 | +43 |
|                   | 3.   | PAOK            | 52 | 34 | 21 | 10 | 3  | 63 | 27 | +36 |
|                   | 4.   | AEK Atene       | 51 | 34 | 24 | 3  | 7  | 63 | 29 | +34 |
|                   | 5.   | Arīs Salonicco  | 42 | 34 | 17 | 8  | 9  | 58 | 34 | +24 |
|                   | 6.   | OFI Creta       | 33 | 34 | 14 | 5  | 15 | 57 | 51 | +6  |
|                   | 7.   | Kavala          | 32 | 34 | 11 | 10 | 13 | 34 | 38 | -4  |
|                   | 8.   | Ethnikos Pireo  | 31 | 34 | 13 | 5  | 16 | 47 | 47 | 0   |
|                   | 9.   | Paniōnios       | 31 | 34 | 10 | 11 | 13 | 35 | 35 | 0   |
|                   | 10.  | Kastoria        | 31 | 34 | 12 | 7  | 15 | 32 | 45 | -13 |
|                   | 11.  | PAS Giannina    | 29 | 34 | 10 | 9  | 15 | 47 | 54 | -7  |
|                   | 12.  | Īraklīs         | 27 | 34 | 10 | 7  | 17 | 33 | 47 | -14 |
|                   | 13.  | Pierikos        | 27 | 34 | 11 | 5  | 18 | 44 | 61 | -17 |
|                   | 14.  | Panserraïkos    | 26 | 34 | 9  | 8  | 17 | 35 | 56 | -21 |
|                   | 15.  | Apollōn Smyrnīs | 26 | 34 | 9  | 8  | 17 | 29 | 54 | -25 |
|                   | 16.  | Panachaïkī      | 26 | 34 | 11 | 4  | 19 | 36 | 62 | -26 |
|                   | 17.  | Panaitōlikos    | 26 | 34 | 9  | 8  | 17 | 25 | 51 | -26 |
|                   | 18.  | Atromītos       | 14 | 34 | 6  | 4  | 24 | 28 | 68 | -40 |

Legenda:

      Campione di Grecia
      Ammesso alla Coppa UEFA
      Ammesso alla Coppa delle Coppe
      Retrocesso in Beta Ethniki
Note:

Due punti a vittoria, uno a pareggio, zero a sconfitta.
Atromitos penalizzato di 2 punti

### Verdetti
- Panathinaikos campione di Grecia 1976-77 e qualificato alla Coppa dei Campioni
- Olympiacos e AEK Atene qualificati alla Coppa UEFA
- PAOK Salonicco qualificato alla Coppa delle Coppe
- Panetolikos e Atromitos retrocesse in Beta Ethniki.